# Departamentos de Bolivia
En Bolivia, los departamentos son las entidades territoriales subnacionales mayores del país en las que se subdivide el territorio del Estado. Desde el 4 de abril de 2010, [1] cuentan con autonomía reconocida por la constitución a nivel ejecutivo y legislativo pero no judicial. [1]
Con la nueva constitución, el 4 de abril de 2010 fueron reemplazadas las prefecturas de todos los departamentos bolivianos por los gobiernos autónomos departamentales, entidades gubernamentales citadas en el texto constitucional. Los gobiernos departamentales son encabezados por gobernadores electos mediante el voto popular.

## Proceso autonómico
El sistema de departamentos autónomos es fruto de una intensa negociación en la época de la crisis política, entre los partidos que querían el centralismo, y los que buscaban un Estado federal o descentralizado.
Mediante la ley n.º 3365 de 6 de marzo de 2006 se convocó (en simultáneo con la elección de miembros a la asamblea constituyente) a un referendo vinculante para la asamblea constituyente que tuvo lugar el 2 de julio de 2006, en el que se consultó a la población si estaba de acuerdo con establecer un régimen de autonomía departamental. El sí a la autonomía departamental triunfó en los departamentos de Santa Cruz (71,1%), Tarija (60,8%), Beni (73,8%) y Pando (57,7%), por lo que una vez puesta en vigor la nueva constitución podían establecer su autonomía departamental.

DEPARTAMENTOS DE BOLIVIA

La nueva constitución fue terminada de redactar el 9 de diciembre de 2007 y quedó en espera de un referendo aprobatorio, por lo que los 4 departamentos en los que triunfó el sí a la autonomía redactaron de facto sus proyectos de estatuto autonómico departamental y los sometieron a referendo el 4 de mayo de 2008 (Santa Cruz) y el 1 de junio de 2008 (Beni y Pando) y el 22 de junio de 2008 (Tarija). Los estatutos fueron aprobados en los 4 departamentos por más del 80% de los votos, aunque no fueron reconocidos por el Gobierno nacional ni por la Corte Nacional Electoral.
La nueva constitución boliviana fue aprobada en referendo el 25 de enero de 2009 por un 61,4% de los votos e introdujo como novedad las autonomías al crear las entidades territoriales autónomas. La constitución nacional de 2009 evitó el federalismo, pero estableció cuatro categorías de autonomías, con la organización territorial del Estado en municipios, regiones, departamentos y territorios indígenas originario campesinos, con competencias para gestionar sus propios intereses si optaban por la autonomía. Con la promulgación de decreto supremo n.º 29894 de 7 de febrero de 2009, fue establecida la nueva organización del Estado plurinacional.
La nueva constitución no obliga a los departamentos a optar por el régimen autonómico, pero el 6 de diciembre de 2009 se llevó adelante un nuevo referendo en los 5 departamentos que habían rechazado la autonomía en 2006, siendo aprobada en los 5: Chuquisaca (84,6%), La Paz (78,4%), Cochabamba (80,3%), Potosí (81,6%) y Oruro (75,7%). El 4 de abril de 2010 se realizaron las primeras elecciones para la conformación de gobiernos autónomos en el nuevo régimen autonómico para el nivel municipal, departamental y regional. El 24 de mayo de 2010 se promulgó la Ley n.º 017 Transitoria para el funcionamiento de las Entidades Territoriales Autónomas, por la cual estableció el procedimiento de transición de la administración departamental al gobierno autónomo departamental. El 30 de junio de 2010 se promulgó la Ley n.º 026 del Régimen Electoral, que regula las disposiciones constitucionales en relación con el sistema electoral subnacional para futuras elecciones en las entidades territoriales autónomas con la finalidad de normar el procedimiento para la elección de autoridades de los gobiernos autónomos (asambleas departamentales, gobernadores, asamblea regional, ejecutivo regional, concejos municipales y alcaldes).
El 19 de julio de 2010 fue promulgada la Ley n.º 031 Marco de Autonomías y Descentralización que regula el régimen autonómico por mandato de la Constitución Política del Estado y las bases de la organización territorial, tipos de autonomía, procedimiento de acceso a la autonomía y de elaboración de estatutos y cartas orgánicas, competencias, etc.
Debido a que los estatutos autonómicos departamentales aprobados en referendos en 2008 no fueron reconocidos, deben ser adecuados al marco constitucional y legal vigente y el 12 de febrero de 2014 el Tribunal Constitucional Plurinacional (TCP) declaró constitucional el estatuto autonómico departamental de Pando, entrando en plena vigencia. El 20 de septiembre de 2015 fue aprobado en referendo el estatuto autonómico departamental de Oruro (74,02%) y rechazados los de Cochabamba, Chuquisaca, La Paz y Potosí. El 10 de marzo de 2015 el TCP declaró constitucional el estatuto autonómico de Tarija y 29 de diciembre de 2017 el de Santa Cruz, entrando ambos en vigencia.

## Organización de los departamentos autónomos
Cada departamento tiene una asamblea y un gobierno autonómico que organizan asuntos departamentales.

### Asamblea departamental
La asamblea está formada por los representantes que han sido elegidos por los ciudadanos. Esta asamblea elabora las leyes autonómicas, que se aplican en el territorio del departamento.
La ley más importante de un departamento es el estatuto de autonomía. En él se definen las competencias autonómicas y se establece la capital, la lengua o lenguas oficiales, el territorio o los símbolos.

### El gobernador
- Nombramiento: una vez celebradas las elecciones y constituida la cámara, el gobernador de la asamblea propone al candidato del partido con mayor representación. Este candidato se somete a votación, que debe ser apoyado por mayoría absoluta en primera votación y si no la obtuviese, en segunda por mayoría simple. Si no obtuviese el apoyo se repetirá la votación con distintas candidaturas, hasta que si pasados 2 meses desde la primera votación ninguno de los candidatos hubiese obtenido el apoyo, se disolverá la cámara, y se volverá a convocar elecciones.

- Funciones: dirección del Consejo de Gobierno y suprema representación del departamento, representante del Estado en el departamento. Promulga y ordena la publicación de las Leyes y del nombramiento del poder judicial en el departamento.

### Los secretarios
Son las personas responsables de los distintos asuntos del departamento. Son elegidos por el gobernador. 

## Departamentos de Bolivia
| Departamento                                                               | Mapa | Provincias | Capital                                   | Superficie (km²) | Población (2012) | Densidad (hab/km²) | Creación |
| -------------------------------------------------------------------------- | ---- | ---------- | ----------------------------------------- | ---------------- | ---------------- | ------------------ | -------- |
| Beni                                                                       |      | 8          | Trinidad                                  | 213 564          | 421 196          | 2,0                | 1842     |
| Chuquisaca                                                                 |      | 10         | Sucre                                     | 51 524           | 576 153          | 11,2               | 1831     |
| Cochabamba                                                                 |      | 16         | Cochabamba                                | 55 631           | 1 758 143        | 31,6               | 1826     |
| La Paz                                                                     |      | 20         | La Paz                                    | 133 985          | 2 706 351        | 20,2               | 1826     |
| Oruro                                                                      |      | 16         | Oruro                                     | 53 588           | 494 178          | 9,2                | 1826     |
| Pando                                                                      |      | 5          | Cobija                                    | 63 827           | 110 436          | 1,7                | 1938     |
| Potosí                                                                     |      | 16         | Potosí                                    | 118 218          | 823 517          | 7,0                | 1826     |
| Santa Cruz                                                                 |      | 15         | Santa Cruz de la Sierra                   | 370 621          | 3 425 399        | 7,2                | 1826     |
| Tarija                                                                     |      | 6          | Tarija                                    | 37 623           | 482 196          | 12,8               | 1831     |
| Bolivia                                                                    |      | 112        | Sucre (capital) La Paz (sede de gobierno) | 1 098 581        | 10 027 254       | 9,1                | ---      |
| Fuente: Censo de Población y Vivienda realizado en noviembre de 2012, INE. |      |            |                                           |                  |                  |                    |          |

## Estadísticas
- Departamento más grande: Santa Cruz, con 370 621 km².
- Departamento más pequeño: Tarija, con 37 623 km².
- Departamento con mayor cantidad de provincias: La Paz, con 20 provincias.
- Departamento con menor cantidad de provincias: Pando, con 5 provincias.
- Departamento más poblado: Santa Cruz con 3 425 399 habitantes.
- Departamento menos poblado: Pando 110 436 habitantes.

## Antiguos departamentos
- Departamento de Tarata: fue un antiguo departamento boliviano creado el 5 de septiembre de 1866, durante el gobierno de Mariano Melgarejo, que existió hasta el año 1871; estuvo constituido por las provincias de Cliza y Mizque, que comprendía el territorio de las actuales provincias de Esteban Arze y Germán Jordán, la provincia de Punata, de Arani, de Tiraque, Mizque, Campero y Carrasco.

- Departamento del Litoral: fue un antiguo departamento boliviano creado el 2 de enero de 1867, que existio hasta 1884, siendo cedido su territorio a Chile por el tratado de 1904; estaba dividido en dos provincias La Mar y Atacama, posteriormente en 1871, se dividió en cuatro distritos: Litoral de Cobija, Litoral de Mejillones, Mineral de Caracoles y Atacama.

- Departamento de Mejillones: fue un antiguo departamento boliviano creado mediante decreto supremo del 1 de enero de 1867, durante el gobierno de Mariano Melgarejo, que existió hasta el año 1871. Estuvo compuesto por provincias que anteriormente eran parte del departamento de La Paz, como ser: Pacajes e Ingavi (actuales provincias de Pacajes, Ingavi y General José Manuel Pando), Sica Sica (actuales provincias de Aroma, Gualberto Villarroel y Loayza), Omasuyos (actuales provincias de Omasuyos, Los Andes y Manco Kapac) y Muñecas (actuales provincias de Muñecas,  Camacho y Bautista Saavedra). Su capital departamental era la localidad de Coro Coro.[8]